# The Water War (film, 1911)
Pour les articles homonymes, voir The Water War.
The Water War est un film muet américain réalisé par Allan Dwan et sorti en 1911.

## Fiche technique
- Réalisation : Allan Dwan
- Date de sortie : États-Unis : 2 novembre 1911

## Distribution
- J. Warren Kerrigan : Ed Newton
- Pauline Bush : Margaret Dolan
- Jack Richardson : Tom Daniels
- George Periolat : Bill Dolan
- Pete Morrison